# Frauke Berndt
Frauke Berndt (* 1964) ist eine deutsche Germanistin und Literaturtheoretikerin. Seit 2016 hat sie den Lehrstuhl für Neuere deutsche Literaturwissenschaft an der Universität Zürich inne.

## Biographie
Nach dem Studium der Germanistik und Geschichtswissenschaften an den Universitäten Kiel, Tübingen und Göttingen wurde Berndt 1994 mit einer Arbeit zur Topik der Erinnerung in der erzählenden Literatur zwischen 1800 und 1900 promoviert. Nach ihrer Habilitation zur epistemischen Konfiguration der Literatur um 1750 an der Goethe-Universität Frankfurt und einer Gastprofessur in an der Chicago University (Feodor Lynen Forschungsstipendium) wurde sie 2009 auf den Lehrstuhl für Deutsche Philologie / Literatur des 18. und 19. Jahrhunderts an der Eberhard Karls Universität Tübingen berufen. 2016 folgte sie einem Ruf an die Universität Zürich. Berndt ist regelmäßig Fellow (u. a. Freie Universität Berlin, Center for Advanced Studies, München) und Gastprofessorin in den USA (Indiana University Bloomington 2012, University of Oregon 2014, Vanderbilt University 2017, Rutgers University 2017, Columbia University 2021, Princeton University 2023).

## Forschung
Berndt forscht in den Bereichen der Rhetorik, Ästhetik und Poetik des 18. Jahrhunderts sowie der allgemeinen Literaturtheorie. Die Habilitationsschrift bildet den Hintergrund für die Studie "Facing Poetry. Alexander Gottlieb Baumgarten's Theory of Literature" (2020): "What if Baumgarten’s theory of literature reveals an order of beings suffused with an ineliminable and constitutive ambiguity, both as a source of risk and creativity? Revisiting Baumgarten in a way that would do justice to the “energetics” of aesthetics requires asking such questions." Berndt leitet die internationalen Forschungsprojekte ETHOS und FORM.

## Publikationen (Auswahl)

### Monographien
- Anamnesis. Studien zur Topik der Erinnerung in der erzählenden Literatur zwischen 1800 und 1900 (Moritz - Keller - Raabe), 2. Auflage, Tübingen 2012 (Hermaea. Germanistische Forschungen, N.F., hrsg. von Klaus-Detlef Müller u. Joachim Heinzle, Bd. 89) [Dissertation].
- Poema/Gedicht. Die epistemische Konfiguration der Literatur um 1750, Berlin, Boston 2011 (Hallesche Beiträge zur Europäischen Aufklärung, hrsg. von Daniel Fulda u. a., Bd. 43) [Habilitationsschrift].
- Zus. mit Lily Tonger-Erk: Intertextualität. Eine Einführung, Berlin 2013 (Grundlagen der Germanistik, Bd. 53).
- Facing Poetry. Alexander Gottlieb Baumgarten's Theory of Literature, transl. by Anthony Mahler, Berlin, Boston 2020 (Paradigms, ed. by Paul Fleming and Rüdiger Campe).
- Fluch! Franz Grillparzers Medea-Trilogie. Würzburg 2021 (Zurich Distinguished Lectures - The Art of Interpretation, Bd. 1).

### Herausgaben
- Zus. mit Heinz J. Drügh: Symbol. Grundlagentexte aus Ästhetik, Poetik und Kulturwissenschaft, Frankfurt a. M. 2009 (stw 1895).
- Zus. mit Eckart Goebel unter Mitarb. von Johannes Hees u. Max Roehl: Handbuch Literatur & Psychoanalyse, Berlin, Boston 2017 (Handbücher zur kulturwissenschaftlichen Philologie (HKP), hrsg. von Claudia Benthien, Ethel Matala de Mazza u. Uwe Wirth; 5).
- Zus. mit Lutz Koepnick: Ambiguity in Contemporary Art and Theory. Zeitschrift für Ästhetik und Allgemeine Kunstwissenschaft. Sonderheft 16 (2018).
- Zus. mit Johannes Hees-Pelikan et al.: Ethische Praktiken in ästhetischen Theorien des 18. Jahrhunderts. Zeitschrift für Ästhetik und Allgemeine Kunstwissenschaft. Sonderheft 24 (2024).